# Abdelkrim Benyelles
Abdelkrim Benyelles (en arabe : عبد الكريم بن يلس), né en 1943 à Tlemcen, est un entraîneur algérien.

## Biographie
Abdelkrim Benyelles entraîne l'équipe de sa ville natale, le WA Tlemcen, à deux reprises, tout d'abord de 2004 à 2005, puis de 2012 à 2013.
Il entraîne plusieurs autres clubs de l'ouest du pays, comme le RC Relizane et l'USM Bel Abbès.
Abdelkrim Benyelles détient le record de neuf accessions en élite,,

## Palmarès
| WA Tlemcen - Championnat d'Algérie D2 (2) : - Champion : 1972-73 et 1989-90. - Coupe d'Algérie : - Finaliste : 1974 , 2000 |  | MC Saïda - Championnat d'Algérie D2 (1) : - Champion : 2009-10. |